# Raymond Knight
Raymond Knight (ur. 12 lutego 1899, zm. 12 lutego 1953) – amerykański satyryk i osobowość radiowa.

## Wyróżnienia
Posiada swoją gwiazdę na Hollywoodzkiej Alei Gwiazd.